# Grimpa-soques muntanyenc
El grimpa-soques muntanyenc (Lepidocolaptes lacrymiger) és una espècie d'ocell de la família dels furnàrids (Furnariidae).

## Hàbitat i distribució
Viu als boscos de muntanya, altres formacions boscoses i clars, de les muntanyes des de Colòmbia i oest i nord de Veneçuela, cap al sud, a través dels Andes de l'oest i est de l'Equador i est del Perú fins al centre de Bolívia.